# Coelorinchus jordani
Coelorinchus jordani är en fiskart som beskrevs av Smith och Pope, 1906. Coelorinchus jordani ingår i släktet Coelorinchus och familjen skolästfiskar. Inga underarter finns listade i Catalogue of Life.